# Episodi di Teenage Mutant Ninja Turtles - Tartarughe Ninja (quarta stagione)
La quarta stagione della serie animata Teenage Mutant Ninja Turtles - Tartarughe Ninja è stata trasmessa in prima visione negli Stati Uniti d'America sul canale Nickelodeon dal 25 ottobre 2015. 
In Italia è stata trasmessa, in prima visione assoluta, dall'8 febbraio 2016 al 7 marzo 2017 su Nickelodeon. Invece è stata trasmessa in chiaro, in prima tv, su Pop dal 2017.
| n° (serie) | n° (stagione) | Titolo originale                      | Titolo italiano                        | Prima TV USA      | Prima TV Italia  |
| ---------- | ------------- | ------------------------------------- | -------------------------------------- | ----------------- | ---------------- |
| 079        | 1             | Beyond the Known Universe             | Oltre l'universo conosciuto            | 25 ottobre 2015   | 8 febbraio 2016  |
| 080        | 2             | The Moons of Thalos 3                 | Le lune di Thalos 3                    | 1 novembre 2015   | 8 marzo 2016     |
| 081        | 3             | The Weird World of Wyrm               | Lo strano mondo di Wirm                | 8 novembre 2015   | 9 marzo 2016     |
| 082        | 4             | The Outlaw Armaggon!                  | Armaggon il fuorilegge                 | 15 novembre 2015  | 10 marzo 2016    |
| 083        | 5             | Riddle of the Ancient Aeons           | L'enigma degli antichi Aeon            | 10 gennaio 2016   | 11 marzo 2016    |
| 084        | 6             | Journey to the Center of Mikey's Mind | Viaggio al centro della mente di Mikey | 17 gennaio 2016   | 11 luglio 2016   |
| 085        | 7             | The Arena of Carnage                  | Combattimento nell'arena               | 24 gennaio 2016   | 12 luglio 2016   |
| 086        | 8             | The War for Dimension X               | La battaglia per la Dimensione X       | 31 gennaio 2016   | 13 luglio 2016   |
| 087        | 9             | The Cosmic Ocean                      | L'oceano cosmico                       | 13 marzo 2016     | 4 agosto 2016    |
| 088        | 10            | Trans-Dimensional Turtles             | Tartarughe transdimensionali           | 27 marzo 2016     | 5 agosto 2016    |
| 089        | 11            | Revenge of the Triceratons            | La vendetta dei Triceraton             | 3 aprile 2016     | 3 ottobre 2016   |
| 090        | 12            | The Evil of Dregg                     | La malvagità di Dregg                  | 10 aprile 2016    | 4 ottobre 2016   |
| 091        | 13            | The Ever-Burning Fire                 | Il fuoco eterno                        | 17 aprile 2016    | 5 ottobre 2016   |
| 092        | 14            | Earth's Last Stand                    | Ultimo baluardo: la Terra              | 24 aprile 2016    | 6 ottobre 2016   |
| 093        | 15            | City at War                           | Città in guerra                        | 14 agosto 2016    | 7 ottobre 2016   |
| 094        | 16            | Broken Foot                           | La fabbrica dei soldati robot          | 21 agosto 2016    | 10 ottobre 2016  |
| 095        | 17            | The Insecta Trifecta                  | Il trio d'insetti                      | 28 agosto 2016    | 11 ottobre 2016  |
| 096        | 18            | Mutant Gangland                       | Malavita e mutanti                     | 4 settembre 2016  | 12 ottobre 2016  |
| 097        | 19            | Bat in the Belfry                     | Pipistrello nella torre del campanile  | 11 settembre 2016 | 13 ottobre 2016  |
| 098        | 20            | The Super Shredder                    | Il Super Shredder                      | 6 novembre 2016   | 27 febbraio 2017 |
| 099        | 21            | Darkest Plight                        | Un intrico oscuro                      | 13 novembre 2016  | 28 febbraio 2017 |
| 100        | 22            | The Power Inside Her                  | Il potere di April                     | 20 novembre 2016  | 1 marzo 2017     |
| 101        | 23            | Tokka VS the World                    | Tokka contro il mondo                  | 5 febbraio 2017   | 2 marzo 2017     |
| 102        | 24            | The Tale of Tiger Claw                | La storia di Tiger Claw                | 12 febbraio 2017  | 3 marzo 2017     |
| 103        | 25            | Requiem (1)                           | Requiem                                | 19 febbraio 2017  | 6 marzo 2017     |
| 104        | 26            | Owari (2)                             | Owari                                  | 26 febbraio 2017  | 7 marzo 2017     |

## Oltre l’universo conosciuto
Dopo che i Triceraton hanno annientato la Terra, le tartarughe, April e Casey, aiutate dal loro nuovo alleato, Fugitoid, devono trovare un modo per fermare i malvagi alieni in ogni modo possibile. Sfruttando la potenza cosmica della nave, Fugitoid riesce a condurla abilmente attraverso il tempo e lo spazio, portando l'equipaggio indietro nel tempo di 6 mesi, in modo da impedire ai Triceraton di ottenere il generatore di buchi neri. Bisogna però partire dall'inizio: dopo aver subito un attacco quasi mortale da degli asteroidi  il gruppo, giunto sul pianeta Varanon per fare provviste, viene notato dal perfido alieno Lord Dregg e inseguito fino alla propria nave Ulisse.
Le tartarughe, April, Casey e Fugitoid riescono a sconfiggere Dregg e subito dopo sono costrette a combattere contro l'intera flotta dei Triceraton.

## Le lune di Thalos 3
Durante una battaglia contro i Triceraton, la nave si guasta, e cade su una delle lune di Thalos 3, un pianeta abitato da salamandre aliene. Atterrato sul pianeta, il gruppo conosce le salamandre aliene. Gli indigeni diventano ostili però quando interpretano una stretta di mano tra Michelangelo e il loro sovrano come un segnale di guerra.
Il gruppo riottiene la fiducia delle salamandre, cacciando i draghi alieni congelati, che avevano occupato la luna di Thalos.
Riparata la nave, il gruppo può riprendere il suo viaggio nello spazio, alla ricerca dei Triceraton, e fermarli.

## Lo strano mondo di Wirm
Casey apre accidentalmente la scatola che contiene Wirm, una specie di genio alieno, che può esprimere solo 3 desideri.
Il primo desiderio viene usato da Casey per evocare degli zombie alieni che si scagliano sul gruppo degli eroi (Casey compreso). Il secondo viene usato dallo stesso Wirm per aizzare Casey contro il resto della compagnia.
Rimasto un solo desiderio, Leonardo, con astuzia, lo usa per tornare indietro nel tempo. In questo modo, le tartarughe evitano di incontrare Wirm e di scongiurare i suoi tranelli.

## Armaggon il fuorilegge
Lord Dregg assolda il suo vecchio amico, il criminale Armaggon, uno squalo robotico, per trovare e sconfiggere gli eroi.
Fugitoid racconta a gli altri come divenne un androide: era una scienziato di un pianeta simile alla Terra, che si rifiutò di collaborare coi Triceraton e loro distrussero il suo laboratorio e lo ridussero in fin di vita, il suo assistente androide lo salvo trasferendo il cervello dello scienziato nel suo corpo robotico.
Armaggon, dopo un tentativo di attacco, si nasconde in una vecchia nave dei Triceraton. Armaggon rapisce Fugitoid, e lo manipola per distruggere i suoi compagni ma Fugitoid riesce a ribellarsi al suo padrone, e si allea con i suoi amici che distruggono la nave. Armaggon, sopravvissuto all'esplosione, fugge con la sua nave per continuare la ricerca.

## L’enigma degli antichi Aeon
L'equipaggio si reca sul pianeta Vaxaal-Dal per risolvere un antico enigma sugli antichi Aeon, leggendari guardiani dello spazio, scomparsi dal nulla. 
Competendo con i Triceraton, il gruppo riesce a risolvere l'enigma e a risvegliare i guardiani. Gli Aeon sono orgogliosi della guida e della tenacia di April e, per ringraziarla, le donano un amuleto magico.

## Viaggio al centro della mente di Mikey
Dopo una nuova serie di battaglie, le tartarughe, April, Casey e Fugitoid ritornano alla nave, per guardare una nuova serie televisiva dedicata a Chris Bradford.
Michelangelo si addormenta, e anche dopo la fine del programma, non riesce più a svegliarsi. Leonardo, Donatello e Raffaello viaggiano nella sua mente per svegliarlo.
Una volta dentro, i tre si imbattono in una corsa contro il tempo per svegliare Michelangelo, e dopo aver superato delle difficili prove, i tre riescono a risvegliare il fratello e a farlo tornare alla realtà.

## Combattimento nell'arena
Il gruppo viene fatto prigioniero dai Triceraton, i quali sono intenti ad uccidere Fugitoid. Per proteggere la vita dell'amico, le tartarughe, April, Casey accettano di combattere in un'arena.
Superate le prove, i Triceraton non mantengono la promessa fatta e si apprestano a uccidere Fugitoid. 
Il gruppo riesce a sottrarre l'ostaggio dai suoi rapitori e a fuggire sulla nave.

## La battaglia per la Dimensione X
Le tartarughe ritornano alla Dimensione X dopo aver scoperto che un gruppo di Kraang ribelli (gli Utrom), guidati da Bishop, vogliono liberare la Dimensione X dai Kraang.
Tuttavia, i Kraang, aiutati dai loro nuovi alleati, le salamandre, scovano finalmente i Kraang ribelli, pronti a giustiziarli. Le tartarughe, aiutate da April, Casey e Fugitoid riescono a liberare gli Utrom. Con i loro compagni liberi, il gruppo, aiutato dalle salamandre (dopo essere state tradite dai Kraang), combattono contro i Kraang.
Il gruppo, usando uno dei generatori di buchi dei Triceraton, provoca la morte di due ufficiali Kraang: il Kraang Supremo e il Kraang Vice-Supremo.
Il gruppo riesce a salvare la Dimensione X, finalmente libera dai Kraang.

## L'oceano cosmico
Il gruppo entra in un pianeta, costituito da un oceano cosmico e dalle creature marine che lo abitano. 
Il gruppo viene ospitato dalla famiglia reale, il quale, però, si rivelano essere aiutanti di Lord Dregg e Armaggon. Sconfitti i nuovi temibili nemici, il gruppo fugge dal pianeta sulla nave.

## Tartarughe transdimensionali
Durante una missione, Leonardo, Donatello, Michelangelo e Raffaello finiscono in buco nero e vengono teletrasportati in un'altra dimensione, nella quale incontrano le loro versioni della serie animata degli anni ottanta.
Il gruppo deve fermare Kraang degli anni '80, che si è alleato con i Kraang per distruggere New York. Nonostante le loro divergenze, le tartarughe anni ottanta e le tartarughe del presente sconfiggono i nemici.

## La vendetta dei Triceraton
I Triceraton vogliono la loro vendetta sulle tartarughe, April, Casey e Fugitoid, a seguito della loro precedente sconfitta. I Triceraton intercettano la nave del gruppo, catturandolo.
Successivamente le tartarughe, April, Casey e Fugitoid riescono a trovare una via di fuga, e inizia una battaglia tra i Triceraton e il gruppo, nel quale, quest'ultimo ne esce vittorioso.
Le tartarughe, April, Casey e Fugitoid riescono a tornare sulla nave, e riescono a fare il salto nell'iperspazio, e a fuggire, prima di essere catturati nuovamente dai Triceraton.

## La malvagità di Dregg
Le tartarughe, April, Casey e Fugitoid ricevono un messaggio misterioso nelle vicinanze della nave, e decidono di andare a controllare. 
Arrivati sul posto scoprono che il messaggio è delle salamandre aliene, il quale, hanno chiesto l'aiuto delle tartarughe, perché il loro pianeta è stato invaso da Lord Dregg e Armaggon. 
Tuttavia si scopre che le salamandre dovevano ingannare le tartarughe e i loro compagni, per portarli da Dregg e Armaggon, per essere fatti prigionieri. Il vero obiettivo di Dregg e Armaggon è di eliminare le tartarughe, April, Casey e Fugitoid, venendo uccisi da un verme spaziale di Dregg. 
Le salamandre, però, tradiscono i due malvagi, liberano le tartarughe che sconfiggono Dregg; Armaggon rimane ucciso dal verme spaziale.

## Il fuoco eterno
Le tartarughe, April, Casey e Fugitoid si recano sul pianeta Magdamar, un pianeta pieno di lava, per fare una piccola ricerca, venendo tuttavia catturati da Lord Dregg, ora aiutato dai suoi nuovi alleati, i Triceraton.
Il gruppo viene portato su un pianeta di fuoco, dove vengono attaccati da una tartaruga-Gozzila di nome Tokka.
Le tartarughe riescono a scappare, ma il cucciolo di Tokka è salito sulla nave delle tartarughe e diventa l'animale domestico di Raffaello. Intanto i Triceraton rivelano a loro la loro prossima destinazione: il pianeta Terra.

## Ultimo baluardo: la Terra
Dopo essere fuggiti dai Triceraton, le tartarughe, April, Casey e Fugitoid devono trovare un modo per sconfiggere i malvagi alieni.
Leonardo suggerisce di tornare indietro nel tempo, prima che Shredder trafisse Splinter, permettendo così ai Triceraton di vincere, e di annientare la Terra. Il gruppo torna così indietro nel tempo, e impediscono che Shredder uccida Splinter. Tale atto, porta alla dipartita dei Triceraton, salvando così la Terra.
Fugitoid saluta le tartarughe, April e Casey, e torna sulla sua nave, mentre il gruppo è felice di essere di nuovo a casa con il loro maestro.

## Città in guerra
Dopo il salvataggio della Terra e la sconfitta dei Triceraton, le tartarughe, Splinter, April e Casey possono continuare le loro vite sulla Terra, dato che i Triceraton, i Kraang e Shredder sono stati finalmente sconfitti. Splinter battezza April come vera e propria kunoichi.
Portando April per un allenamento, le tartarughe e la ragazza si trovano a fare i conti contro Shinigami, una strega, che indossa un cappello, e ha le stesse abilità dei pipistrelli, e dopo una breve lotta, nel quale, le tartarughe ed April ne rimangono sconfitte, Shinigami scompare.
April decide di seguirla, fino al rifugio di Shredder, scoprendo che Shinigami è un'amica di Karai, conosciuta dalla ragazza in Giappone, e che Karai è diventata il nuovo leader del Clan del Piede dopo la scomparsa di Shredder: Karai ha intenzione di ripulire la città da Shredder.
Karai e Shinigami cercano di trovare il nuovo rifugio di Shredder, vengono attaccate da Tiger Claw, il quale è costretto alla fuga con l'arrivo delle tartarughe.
Tiger Claw fa visita a un Shredder malato. Stockman Fly mette nel cuore di Shredder il mutageno, che muta il corpo del guerriero.

## La fabbrica dei soldati robot
Leonardo, insieme a Karai e a Shinigami, intercetta una rapina dei Dragoni Purpurei e li sconfiggono si reca in un laboratorio abbandonato.
Qui i tre si scontrano contro i soldati ninja robot di Shredder, e Tiger Claw. I tre riescono a cavarsela dai nemici piazzando delle bombe nel laboratorio.
Tramortito dall'esplosione, Leonardo viene soccorso dai fratelli Donatello e Michelangelo, giunti sul posto poiché preoccupati dell'assenza del fratello.

## Il trio di insetti
Stockman Fly dà vita a due insetti giganti mutanti, creati apposta da lui per sconfiggere le tartarughe, April, Casey e Splinter.
Stockman Fly, torna sconfitto al nuovo rifugio di Shredder, dove, quest'ultimo, lo informa che il mutageno iniettato da lui, sta funzionando.

## Malavita e mutanti
Le tartarughe cercano di fermare un carico al molo agli uomini del criminale Don Vizioso, un boss italoamericano , che vuole a tutti i costi un'arma molto pericolosa, ma la missione fallisce.
Successivamente, aiutati dai Mutanimali, le tartarughe trovano il nascondiglio di Vizioso, e cominciano a combattere contro gli uomini del criminale, salvi poi a recuperare l'arma, e a distruggerla.
I due gruppi tornano nel covo, festeggiando la loro vittoria, con una grande quantità di pizze.

## Pipistrello nella torre del campanile
Due personaggi del fumetto di Michelangelo prendono accidentalmente vita, e fuggono dal covo, seminando panico nella città.
Le tartarughe, April e Casey li inseguono, fino ad una torre dell'orologio, ma inaspettatamente li attaccano, senza motivo, ma poco dopo riprendono i sensi e tornano nel loro mondo.

## Il Super Shredder
Il mutageno, iniettato da Stockman Fly a Shredder, lo fa diventare più forte e più grosso: Shredder diventa così il Super Shredder.
Facendosi accompagnare da Tiger Claw e da Razhar, il Super Shredder fa visita a Karai e a Shinigami, il quale vuole fare un patto con lei: in cambio della vita di Shinigami, Karai dovrà allearsi a lui. Dopodiché il Super Shredder fa cadere in una trappola le tartarughe, April, Casey e Splinter, cercando di sconfiggerli, ma durante la battaglia Splinter trascina con sé il Super Shredder nel vuoto.

## Un intrico oscuro
Tornate al covo, le tartarughe, April, Casey e Karai  architettano un piano per salvare Splinter e sconfiggere il Super Shredder.
Prima di tutto, il gruppo combatte contro gli scagnozzi del malvagio padre di Karai e poi contro Shredder stesso e infine, riescono a salvare Splinter.

## Il potere di April
Fishface, Razhar e Tiger Claw stanno guidando un furgone, che contiene dozzine di casse di mutageno. Poco dopo si vede Splinter che nota che il cristallo a cui April tiene molto, ha un potere molto potente. 
Mentre Leonardo, Michelangelo, Casey e Raffaello combattono contro Fish face, Razhar e Tiger Claw, April suggestionata dal cristallo si scaglia contro le tartarughe. April disintegra Donatello appena giunto sul luogo.
I ragazzi, tristi per la perdita di Donatello, cercano di sconfiggere April, ma quando la ragazza vuole disintegrare anche Raffaello, la tartaruga le implora di ricordarsi di quei bei momenti che ha trascorso con Donatello. Dopo che April riprende i sensi, la ragazza promette che in futuro imparerà a controllare il suo potere.

## Tokka contro il mondo
Tokka è tornata sulla Terra per distruggerla e per riprendersi Mordicchio, il suo cucciolo.
Le forze di protezione della Terra cercano di sparargli ma riescono solo a far innervosire di più l'alieno.
Tokka ritorna sui suoi passi quando capisce che Raffaello ha adottato il suo cucciolo e non l'ha maltrattato.

## La storia di Tiger Claw
Tiger Claw e April hanno delle strani visioni su Alopex, una guerriera volpe molto veloce, nonché sorella di Tiger Claw.
Le tartarughe, April e Casey trovano Alopex al parco, e iniziano a combattere contro di lei, finché arrivano anche Tiger Claw, Bepop e Rocksteady. Ma Alopex sconfigge Tiger Claw, obbligandolo a lasciarla stare. Alopex si appresta ad andarsene, ma Tiger Claw cerca di colpirla alle spalle, finché la guerriera volpe non li taglia un braccio. I propri nemici, alla fine, riprendono le loro rispettive strade.

## Requiem
Stockman Fly potenzia il mutageno, e lo inietta una seconda volta in Super Shredder, il quale, grazie ad un test, scopre che il mutageno l'ha potenziato. Super Shredder si reca da Karai e, dopo aver  scatenato un incendio, la minaccia che farà la stessa fine di sua madre. A quel punto Karai scopre cosa è realmente successo a sua madre, e si scaglia contro Super Shredder per ucciderlo, ma il mutageno glielo impedisce. L'incendio provoca l'esplosione del magazzino e Karai perde i sensi. Shinigami avverte le tartarughe, April, Casey e Splinter di ciò che è successo, e si dirigono li, nel quale, si scopre che Karai è sopravvissuta all'esplosione. Le tartarughe, April, Casey e Splinter ricevono una strana e misteriosa trasmissione in un luna Park abbandonato, e decidono di andare a controllare. Arrivati sul posto, scoprono tuttavia, che era una trappola organizzata dal Super Shredder e dai suoi sgherri in modo che cadessero in trappola. Nello scontro, in un momento di distrazione, Super Shredder trafigge con i suoi artigli il vecchio maestro ratto. Super-Shredder viene poi spintonato dai poteri di April verso un furgone della spazzatura, e la leva viene azionata da Casey. Quando Leonardo, Donatello e Michelangelo si recano nello stesso luogo dove erano Raffaello ed April, scoprono quello che è successo a Splinter; tristi, tornano al loro covo, per piangere la morte definitiva del loro padre.

## Owari
Dopo il funerale, le tartarughe fanno visita a Karai in ospedale, il quale, le rivelano della morte di Splinter. I quattro, decisi a vendicare la morte del loro defunto maestro e padre ratto, organizzano un piano d'assalto al nuovo rifugio del Super Shredder, che si trova nei boschi. Entrando nei boschi, le tartarughe, April e Casey riescono ad evitare le prime trappole messe dal Super Shredder, e si trovano ad affrontare il loro primo nemico: Fishface nell'acqua, ma Raffaello ha la meglio e lo scontro tra i due finisce sulla Terra, con Raffaello che strappa le taglie robotiche di Fishface e successivamente anche la valvola del gas del mutante. Dopodiché il gruppo si trova a fronteggiarsi contro Stockman Fly, e Michelangelo gli tira contro una boccetta di antimutageno facendolo tornare umano, per poi finirlo a tappeto. Successivamente, le tartarughe, April e Casey sono costretti ad affrontare i loro prossimi avversari, Bepop e Rocksteady, che hanno attivato delle armi, pronte ad uccidere i loro nemici, ma Leonardo salva la situazione prendendo il telecomando e invertendo gli ordini, e le armi sconfiggono Bebop e Rocksteady. L'ultimo avversario da affrontare prima di arrivare al Super Shredder, è Tiger Claw (ora che possiede un braccio robotico, pieno di armi, dopo che Alopex glielo tagliò). Il gruppo, sebbene l'inferiorità al rivale, riescono a sconfiggerlo, e Tiger Claw si dà alla fuga. Sconfitti gli sgherri il gruppo si prepara ad uccidere una volta per tutte il loro peggior nemico. Durante la battaglia finale, si scatena un incendio nel rifugio, mentre il gruppo viene sconfitto dal Super Shredder. Rimane in piedi soltanto Leonardo, che incoraggiato dallo spirito di Splinter riesce a sconfiggere una volta per tutte il perfido nemico, decapitandolo. Il Clan del Piede è finito, e la libertà e la pace tornano a New York, mentre il gruppo festeggia la loro vittoria e l'eterno riposo di Splinter.